# Rise Of The Lion

## Lançamento
Rise Of The Lion é o quarto álbum de estúdio da banda americana de metalcore Miss May I. Foi lançado na Austrália, Canadá e Mexico em 13 de abril de 2014, e nos Estados Unidos em 29 de abril do mesmo ano.
Na primeira entrevista importante para o álbum, o vocalista Levi Benton falou com Jake Denning, do Absolutepunk , falando sobre algumas das faixas favoritas de Denning, mas também explicou o contexto por trás do título do álbum:
"Bem, é um disco muito baseado em fãs. Todas as letras são cartas de cartas que recebemos dos fãs e não conseguimos escrever de volta. Existem alguns tópicos que não enfrentamos, mas coisas que tocaram enquanto lendo cartas no passado. Vimos muitas tatuagens e coisas malucas com o leão e o quanto isso significa para os fãs. Basicamente, o leão é um símbolo para nós e para todos os nossos fãs, só queríamos dedicar isso a eles. álbum de acompanhamento, e achamos que este será um grande álbum e um grande número de fãs em crescimento para nós. Essa é a ascensão do leão. "

## Críticas profissionais
| Críticas profissionais | Críticas profissionais |
| Avaliações da crítica  | Avaliações da crítica  |
| Fonte                  | Avaliação              |
| ---------------------- | ---------------------- |
| Alternative Press      | [ 1 ]                  |
| HM Magazine            | [ 2 ]                  |

Em sua análise na Alternative Press Magazine, Phil Freeman classificou o álbum com quatro estrelas de cinco possíveis, dizendo que "há uma humanidade definida na música", no álbum, que apresenta "chugs e refrões limpos, todo o impacto que qualquer fã poderia pedir", no entanto, ele escreve que "no fim das contas, este é um álbum vigoroso, sem baladas ou interlúdios repousantes entre as 10 faixas", o que "certamente fará os fãs muito felizes".

## Faixas
| N.º            | Título                      | Duração |  |
| 1.             | "Refuse to Believe"         | 03:55   |  |
| 2.             | "Lunatik"                   | 03:44   |  |
| 3.             | "Gone"                      | 03:39   |  |
| 4.             | "Echoes"                    | 04:04   |  |
| 5.             | "You Want Me"               | 03:08   |  |
| 6.             | "Tangled Tongues"           | 03:43   |  |
| 7.             | "Hero With No Name"         | 03:28   |  |
| 8.             | "Darker Days"               | 04:26   |  |
| 9.             | "End Of Me"                 | 03:05   |  |
| 10.            | "Saints, Sinners And Great" | 02:41   |  |
| Duração total: | Duração total:              | 35:53   |  |

## Line-up
Miss May I
- Levi Benton - Vocal
- Ryan Neff - Baixo, Vocais limpos
- Justin Aufdemkampe - Guitarra
- BJ Stead - Guitarra
- Jerod Boyd - Bateria

Produção
- Terry Date - produção, engenharia, mixagem
- Ted Jensen - masterização
- Kevin Mills - engenharia
- Adam Cichocki - assistente
- Nathan Hook - engenharia/pré-produção